# Stijn Helsen
Stijn Helsen (Hasselt, 1973) is een Belgisch (Vlaams) modeontwerper en designer.

## Levensloop
Helsen is een telg uit een kleermakersfamilie. Zijn grootvader stichtte in 1939 te Borgloon een couturierszaak. Zijn vader verhuisde naar Hasselt waar Stijn de familietraditie verder zet. Het familiaal karakter van de firma Helsen wordt bevestigd doordat twee broers en een zus actief zijn in het bedrijf.
Nadat Helsen een kleermakersopleiding volgt aan Léon Mignon in Luik studeert hij verder aan de Milanese modevakschool L'Instituto Marangoni. Daarna werkt hij onder meer bij Vivienne Westwood, Valentino, Armani en het Britse modelabel Joseph.
Helsen was in 2009 voorzitter van de bestuursraad van het Hasseltse Modemuseum.
In 2010 voorzag Helsen Keanu Reeves, Danny Huston en zanger Lenny Kravitz van gepaste outfits voor de rode loper van de Oscaruitreiking.
In 2011 ontwierp Helsen de collectie voor het Belgisch olympisch team voor de Olympische Spelen in Londen in 2012. Hierbij gebruikte hij de kleuren van de Belgische vlag: rood, geel en zwart.
Na de opening van de 'çoncept store' in Hasselt (2007) en de outletwinkel in Maasmechelen (2012) is in 2016 een winkel geopend in Antwerpen.

## Galerij

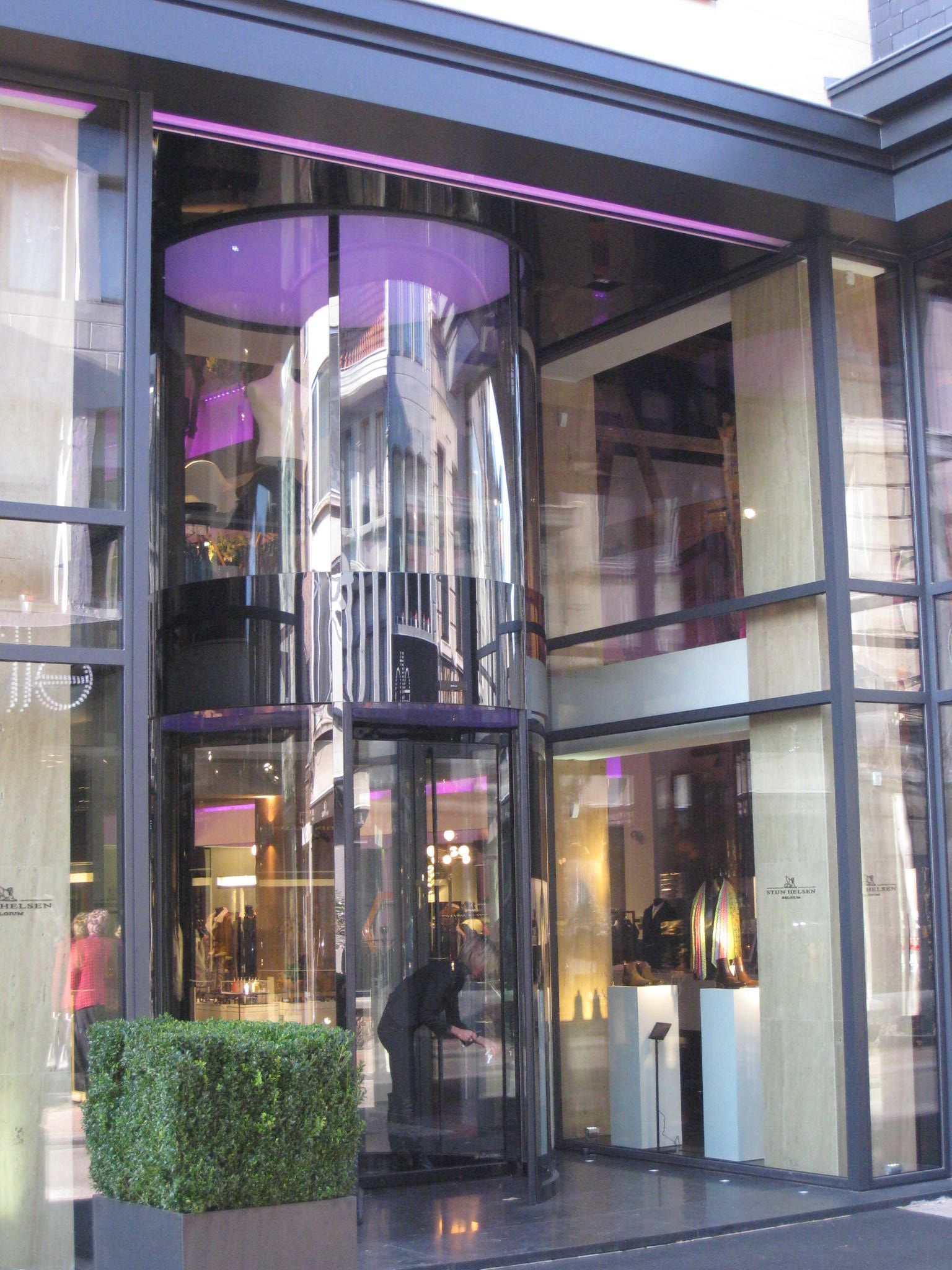
Inkom flagshipstore Stijn Helsen, Hasselt
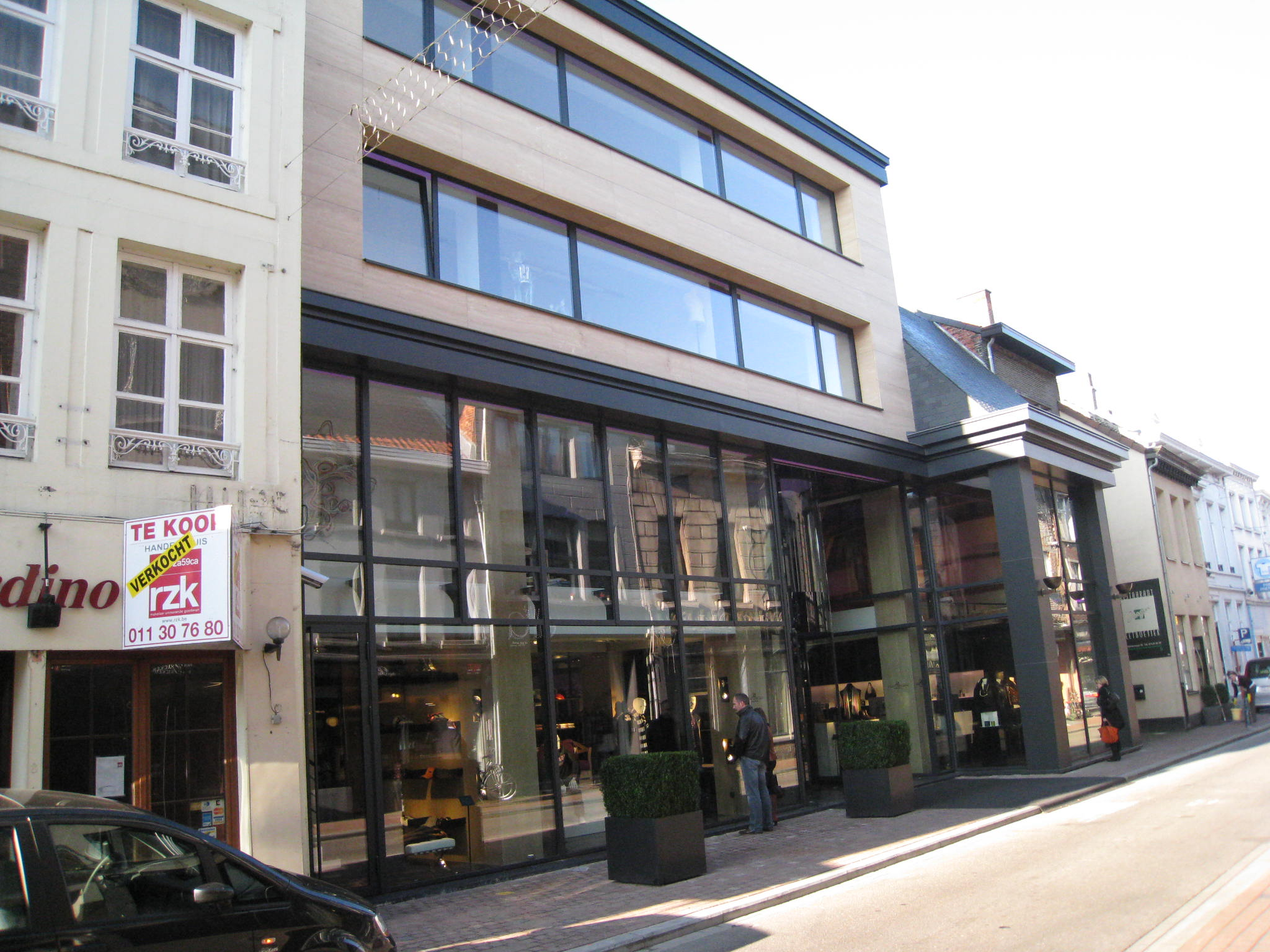
Zicht Diesterstraat, Hasselt, oktober 2007
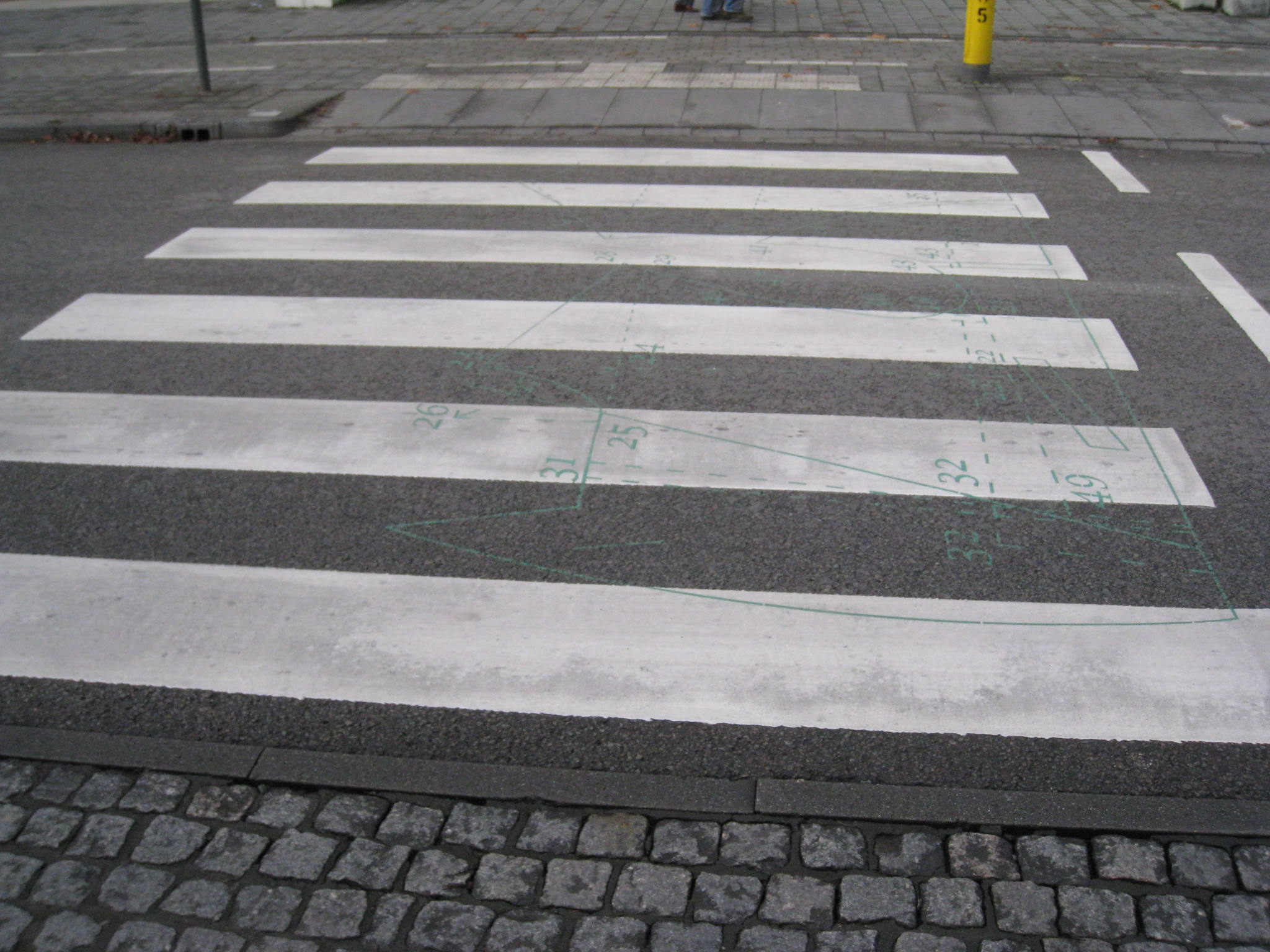
Stijn Helsen Locatie, 2007, Hasselt, Groene Boulevard, Kon. Astridlaan